# Renato Moro
Renato Moro (Roma, 24 dicembre 1951) è uno storico italiano.

## Biografia
Allievo di Renzo De Felice, è professore ordinario di Storia contemporanea dal 1990.  Ha insegnato presso il Corso di laurea in Scienze Politiche dell'Università di Camerino, dove dal 1993 al 1995 è stato Direttore dell'Istituto di Studi Storico-Giuridici, Filosofici e Politici.
Dal 1995 insegna presso la Facoltà di Scienze Politiche della Università degli studi Roma Tre. Dal 1998 al 2001 è stato Direttore del Dipartimento di Istituzioni Politiche e Scienze Sociali dell'Università Roma Tre, in seguito è divenuto Presidente del Corso di studio in Scienze Politiche. Dal 2004 al 2008 è stato Prorettore dell'Università Roma Tre con delega alla ricerca. Attualmente, è titolare delle cattedre di Storia Contemporanea e di Storia della Pace, oltre a ricoprire l'incarico di Direttore della Scuola dottorale in Scienze Politiche.
È stato responsabile nazionale di programmi di ricerca del MIUR.
I suoi interessi di ricerca riguardano principalmente il tema del rapporto tra ideologie politiche e società di massa, con particolare attenzione all'intreccio tra processo di modernizzazione, fenomeni politici (in particolar modo nazionalismo, razzismo, pacifismo) e dimensione religiosa.
Dirige, assieme a Giuseppe Conti, Luigi Goglia e Mario Toscano, “Mondo contemporaneo. Rivista di storia”. È stato nominato dal Senato della Repubblica membro del gruppo di studiosi incaricati di curare la pubblicazione dei diari di Amintore Fanfani. È membro dell'Advisory Board del Centre for Peace History dell'History Department dell'Università di Sheffield.
Ha dedicato a suo zio Aldo Moro diversi saggi e studi.

## Opere
- Storia di una maestra del Sud che fu la madre di Aldo Moro (Bompiai, 2022)
- L'immagine del nemico. Storia, ideologia e rappresentazione tra età moderna e contemporanea, con Francesca Cantù e Giuliana Di Febo (Viella, 2009)
- Aldo Moro negli anni della FUCI (Studium, 2008)
- Storia della pace. Idee, movimenti, battaglie, istituzioni (Il Mulino, 2007)
- Guerra e pace nell'Italia del Novecento. Politica estera, cultura politica e correnti dell'opinione pubblica, con Luigi Goglia e Leopoldo Nuti (Il Mulino, 2006)
- Fascismo e Franchismo. Relazioni, immagini, rappresentazioni, con Giuliana Di Febo (Rubbettino, 2005)
- Cattolicesimo e totalitarismo. Chiese e culture religiose tra due guerre mondiali (Italia, Spagna, Francia) , curato con Daniele Menozzi (Morcelliana, 2004)
- La Chiesa e lo sterminio degli Ebrei (Il Mulino, 2002)
- Giuseppe Bottai - don Giuseppe De Luca, Carteggio 1940-1957, curato con Renzo De Felice (Edizioni di Storia e Letteratura, 1989)
- La formazione della classe dirigente cattolica (1929-1937) (Il Mulino, 1979)